# イヴァン・クラスニッチ
イヴァン・クラスニッチ（Ivan Klasnić クロアチア語発音: [ˈiʋan ˈklasnitɕ], 1980年1月29日 - ）は、西ドイツ・ハンブルク出身の元サッカー選手。現役時代のポジションはフォワード。
ボスニア生まれのクロアチア人の父親とドイツ人の母親から生まれたハーフで、父方の縁であるクロアチア代表としてプレーする事を選択、2004年2月にドイツ戦で代表デビューを飾っている。

## 経歴
西ドイツ（ドイツ）で生まれ育ったクラスニッチはドイツの3部リーグに相当するSCウニオン03ハンブルクでキャリアをスタートさせる。2部FCザンクト・パウリ在籍時にブレイク、その活躍が認められ、2001年にヴェルダー・ブレーメンに移籍する。
移籍当初は思い通りの活躍ができず、マスコミから批判されたがトーマス・シャーフ監督は彼を見捨てなかった。試合に出るうちに調子を取り戻し、レギュラーを確保、ゴールとアシストを量産し2005-06シーズンには、ブンデスリーガのアシスト王になった。
2006年にはクロアチア代表として、ドイツW杯に出場した。
ブレーメン在籍中の2007年1月下旬、腎臓病のため母からの腎臓移植手術を受けるが、拒絶反応が出て失敗に終わった。その後、父からの移植に成功したが、ブレーメンの医療チームの初期治療に落ち度があったとして提訴した。
2007年10月30日ヴェルダー・ブレーメンのセカンドチーム（3部）の一員としてDFBポカール2回戦で先発出場、67分までプレーし公式戦カムバックを飾った（ちなみに10月25日の練習試合では2ゴールを上げている）。翌年3月にはクロアチア代表にも復帰し、EURO2008のメンバーにも招集された。腎臓移植手術を経て復帰した2008年大会ではグループリーグ最終戦のポーランド戦で決勝点を上げ、「強い意志があれば何でもできることを示したい。」という名言を残す。
2008年夏にフランスの古豪FCナントに移籍したが、チームは19位に終わりリーグ・ドゥ（2部）に降格した。2009年8月31日、移籍期間の最終日にボルトン・ワンダラーズFCにレンタル移籍した。2011年8月4日、ボルトンに完全移籍。
2011-12シーズン終了を持って契約満了のため、ボルトンを退団。2012年9月3日にマインツ05へ移籍。4年ぶりにブンデスリーガへ復帰したが、3試合の出場に留まりシーズン終了後に退団した。
その後、現役引退は表明していなかったが、無所属の状態が続いており、2016年9月30日のデイリー・ミラー紙にてかつて患った腎臓病が再発、闘病生活を送っていることが報じられた。

## 所属クラブ
- SCウニオン03ハンブルク (ユース) 1984-1992
- ステリンゲン88 (ユース) 1992-1994
- FCザンクトパウリ (ユース) 1995-1997
- FCザンクトパウリ 1997-2001
- ヴェルダー・ブレーメン 2001-2008
- FCナント 2008-2010

→ ボルトン・ワンダラーズFC (Loan) 2009-2010
- ボルトン・ワンダラーズFC 2010-2012
- マインツ05 2012-2013

## 代表歴

### 出場大会
- クロアチア代表
  - 2006 FIFAワールドカップ

### 試合数
- 国際Aマッチ 41試合 12得点（2004年-2011年）[4]

| クロアチア代表 | 国際Aマッチ | 国際Aマッチ |
| 年             | 出場        | 得点        |
| -------------- | ----------- | ----------- |
| 2004           | 8           | 2           |
| 2005           | 7           | 2           |
| 2006           | 11          | 4           |
| 2007           | 0           | 0           |
| 2008           | 8           | 2           |
| 2009           | 5           | 2           |
| 2010           | 0           | 0           |
| 2011           | 2           | 0           |
| 通算           | 41          | 12          |

## タイトル
クラブ
ヴェルダー・ブレーメン
- ブンデスリーガ : 2003-04
- DFBポカール : 2003-04
- DFLリーガポカール : 2006